# Yanko Daučík Ciboch
Yanko Daučík Ciboch (Praga, 22 de març de 1941 - Madrid, 13 de maig de 2017) fou un futbolista txec, nacionalitzat espanyol, de la dècada de 1960. El seu pare era Ferdinand Daučík.

## Trajectòria
Després de passar per l'Atlético de Madrid Aficionats, jugà al Rayo Vallecano l'any 1959 i al FC Porto, on marxà amb el seu pare com a entrenador. El 1960 fitxà pel Reial Betis, jugant dues temporades a primera divisió a alt nivell, també amb el seu pare com a entrenador. El 1962 fitxà pel Reial Madrid, però no gaudí de massa minuts. El 1964 fou cedit a la Melilla CF, on realitzava el servei militar. L'any 1965 fitxà per l'Atlètic de Madrid per jugar la Copa, i seguidament retornà al Melilla.
La temporada 1966-67 defensà els colors del RCD Mallorca i a continuació jugà al Canadà, als Toronto Falcons de la National Professional Soccer League, juntament amb Branko Kubala i Ladislau Kubala. La seva etapa internacional la completà a Cleveland Stokers i Universidad de Chile.
Retornà a Espanya per jugar a l'Elx CF i al Rayo Vallecano. El 1969 fitxà per la UE Sant Andreu, on realitzà una bona temporada a Segona Divisió, fet que provocà que el RCD Espanyol l'incorporés al seu equip la temporada següent. Amb l'Espanyol jugà 13 partits a Primera i un de Copa, però només marcà un gol. Finalitzà la seva carrera al Jerez Deportivo.

## Palmarès
- Lliga espanyola:
  - 1962-63, 1963-64
- Lliga espanyola:
  - 1964-65